# العلاقات الألمانية المجرية
العلاقات الألمانية المجرية هي العلاقات الثنائية التي تجمع بين ألمانيا والمجر.

## مقارنة بين البلدين
هذه مقارنة عامة ومرجعية للدولتين:
| وجه المقارنة                                              | ألمانيا                                                                              | المجر                                                       |
| --------------------------------------------------------- | ------------------------------------------------------------------------------------ | ----------------------------------------------------------- |
| المساحة (كم2)                                             | 357.41 ألف                                                                           | 93.04 ألف                                                   |
| عدد السكان (نسمة)                                         | 81.29 مليون                                                                          | 9.78 مليون                                                  |
| الكثافة السكانية (ن./كم²)                                 | 227.44                                                                               | 105.12                                                      |
| العاصمة                                                   | بون، برلين                                                                           | بودابست                                                     |
| اللغة الرسمية                                             | اللغة الألمانية                                                                      | لغة مجرية                                                   |
| العملة                                                    | يورو، مارك ألماني                                                                    | فورنت مجري                                                  |
| الناتج المحلي الإجمالي (بليون دولار)                      | 3.68 تريليون                                                                         | 139.14 مليار                                                |
| الناتج المحلي الإجمالي (تعادل القوة الشرائية) بليون دولار | 3.92 تريليون                                                                         | 260.42 مليار                                                |
| الناتج المحلي الإجمالي الاسمي للفرد دولار أمريكي          | 41.31 ألف                                                                            | 12.36 ألف                                                   |
| الناتج المحلي الإجمالي للفرد دولار أمريكي                 | 46.40 ألف                                                                            | 25.07 ألف                                                   |
| مؤشر التنمية البشرية                                      | 0.926                                                                                | 0.828                                                       |
| رمز المكالمات الدولي                                      | +49                                                                                  | +36                                                         |
| رمز الإنترنت                                              | .de                                                                                  | .hu                                                         |
| المنطقة الزمنية                                           | توقيت وسط أوروبا، ت ع م+01:00، ت ع م+02:00، توقيت أوروبا الوسطى المعياري (ت غ م +1) ‏ | ت ع م+01:00، ت ع م+02:00، أوروبا/بودابست ‏، توقيت وسط أوروبا |

## مدن متوأمة
في ما يلي قائمة باتفاقيات التوأمة بين مدن ألمانية ومجرية:
- ترتبط بوستباور هينغ [الإنجليزية]‏ مع جاردوني باتفاقية توأمة.
- ترتبط ناومبورغ مع Komárom [الإنجليزية]‏ باتفاقية توأمة.
- ترتبط Habichtswald, Hesse [الإنجليزية]‏ مع Solt [الإنجليزية]‏ باتفاقية توأمة منذ 2001.
- ترتبط بولهايم مع Zirc [الإنجليزية]‏ باتفاقية توأمة.
- ترتبط غيرمرينغ مع Balatonfüred [الإنجليزية]‏ باتفاقية توأمة.
- ترتبط ريغنسبورغ مع Castle Quarter (Budapest) [الإنجليزية]‏ باتفاقية توأمة منذ 1969.
- ترتبط بادربورن مع دبرتسن باتفاقية توأمة منذ 1975.[18][18][19][20]
- ترتبط باد كيسينغن مع Siófok [الإنجليزية]‏ باتفاقية توأمة.
- ترتبط Kahl am Main [الإنجليزية]‏ مع Budakalász [الإنجليزية]‏ باتفاقية توأمة.
- ترتبط باد فيمبفن مع شوبرون باتفاقية توأمة.
- ترتبط غيسن مع غودولو باتفاقية توأمة منذ 26 مايو 1990.
- ترتبط شتولبرغ مع Tamási [الإنجليزية]‏ باتفاقية توأمة.
- ترتبط آيشتال مع Sümeg [الإنجليزية]‏ باتفاقية توأمة.
- ترتبط راينشتيتن مع Vecsés [الإنجليزية]‏ باتفاقية توأمة.
- ترتبط Gemmingen [الإنجليزية]‏ مع Dunavarsány [الإنجليزية]‏ باتفاقية توأمة.
- ترتبط Neulingen [الإنجليزية]‏ مع Győrújbarát [الإنجليزية]‏ باتفاقية توأمة.
- ترتبط هانهوفن مع Kondoros [الإنجليزية]‏ باتفاقية توأمة.
- ترتبط شرامبرغ مع Pilisvörösvár [الإنجليزية]‏ باتفاقية توأمة منذ 1958.
- ترتبط شليتس مع Bogyiszló [الإنجليزية]‏ باتفاقية توأمة.
- ترتبط Nußloch [الإنجليزية]‏ مع ناجاتاد باتفاقية توأمة.
- ترتبط بورغكيرشن مع Kazincbarcika [الإنجليزية]‏ باتفاقية توأمة منذ 25 يونيو 1977.[21][21][21]
- ترتبط افالترباخ مع Téglás [الإنجليزية]‏ باتفاقية توأمة.
- ترتبط مالشين مع Szerencs [الإنجليزية]‏ باتفاقية توأمة.
- ترتبط باد زالتسونغن مع ميزوكوفشد باتفاقية توأمة.
- ترتبط شفارتسهايده مع Karcag [الإنجليزية]‏ باتفاقية توأمة.
- ترتبط كروبنتسل مع Pilisvörösvár [الإنجليزية]‏ باتفاقية توأمة.
- ترتبط هاترسهايم آم ماين مع موشونمادياروفار [الإنجليزية]‏ باتفاقية توأمة.
- ترتبط Kernen [الإنجليزية]‏ مع Dombóvár [الإنجليزية]‏ باتفاقية توأمة.
- ترتبط رويتلينغن مع سولنوك باتفاقية توأمة.
- ترتبط بريتن مع Hidas [الإنجليزية]‏ باتفاقية توأمة منذ 1 ديسمبر 1979.[22][22]
- ترتبط آيشاخ مع غودولو باتفاقية توأمة.
- ترتبط فرتهايم آم ماين مع Csobánka [الإنجليزية]‏ باتفاقية توأمة.
- ترتبط Mörlenbach [الإنجليزية]‏ مع جاردوني باتفاقية توأمة.
- ترتبط باد دورهايم مع Hajdúszoboszló [الإنجليزية]‏ باتفاقية توأمة.
- ترتبط برلين مع بودابست باتفاقية توأمة منذ 5 أبريل 1994.[23][23][24][24]
- ترتبط فالدورن مع سنكوتارد [الإنجليزية]‏ باتفاقية توأمة.
- ترتبط بفورتسهايم مع مقاطعة ديور-موشون-سوبرون باتفاقية توأمة منذ 1989.
- ترتبط Malsch (bei Heidelberg) [الإنجليزية]‏ مع Zamárdi [الإنجليزية]‏ باتفاقية توأمة.
- ترتبط Gerstetten [الإنجليزية]‏ مع Pilisvörösvár [الإنجليزية]‏ باتفاقية توأمة.
- ترتبط ميته مع Terézváros [الإنجليزية]‏ باتفاقية توأمة منذ 1983.
- ترتبط بون مع بودافوك [الإنجليزية]‏ باتفاقية توأمة منذ 1983.
- ترتبط رودرمارك مع Bodajk [الإنجليزية]‏ باتفاقية توأمة.
- ترتبط Blankenfelde-Mahlow [الإنجليزية]‏ مع Tószeg [الإنجليزية]‏ باتفاقية توأمة.
- ترتبط إسبلكامب مع ناديكوروش [الإنجليزية]‏ باتفاقية توأمة.
- ترتبط لوبيكه مع Tiszakécske [الإنجليزية]‏ باتفاقية توأمة.
- ترتبط Neu Wulmstorf [الإنجليزية]‏ مع Nyergesújfalu [الإنجليزية]‏ باتفاقية توأمة منذ 1991.
- ترتبط روسلسهايم مع كيكسكيميت باتفاقية توأمة منذ 1977.
- ترتبط مارل مع زالاجيرسيج باتفاقية توأمة.
- ترتبط غيرمرسهايم مع Zalaszentgrót [الإنجليزية]‏ باتفاقية توأمة.
- ترتبط كروناخ مع كيش كونهالاش [الإنجليزية]‏ باتفاقية توأمة.
- ترتبط بروخكوبل مع Harkány [الإنجليزية]‏ باتفاقية توأمة.[25]
- ترتبط فلمار مع Szigetszentmárton [الإنجليزية]‏ باتفاقية توأمة.
- ترتبط لوماتسش مع Kiskunmajsa [الإنجليزية]‏ باتفاقية توأمة.
- ترتبط هيرولدسبيرغ مع Bóly [الإنجليزية]‏ باتفاقية توأمة.
- ترتبط غايلدورف مع Budajenő [الإنجليزية]‏ باتفاقية توأمة.
- ترتبط هوينبرغ أن در إيغر مع Balatonkeresztúr [الإنجليزية]‏ باتفاقية توأمة.
- ترتبط إشينغ مع Majs [الإنجليزية]‏ باتفاقية توأمة.
- ترتبط Uetze [الإنجليزية]‏ مع Balatongyörök [الإنجليزية]‏ باتفاقية توأمة.
- ترتبط نيكارسولم مع Budakeszi [الإنجليزية]‏ باتفاقية توأمة.
- ترتبط كاوفبويرن مع زومباثلي باتفاقية توأمة منذ 1991.
- ترتبط إرفورت مع جيور باتفاقية توأمة منذ 1993.[26][27][28][29]
- ترتبط بفونغسشتات مع Hévíz Spa [الإنجليزية]‏ باتفاقية توأمة.
- ترتبط Dürbheim [الإنجليزية]‏ مع فيرتود باتفاقية توأمة.
- ترتبط هخهايم أم ماين [الإنجليزية]‏ مع Bonyhád [الإنجليزية]‏ باتفاقية توأمة.
- ترتبط رودينغ مع Pestszentlőrinc-Pestszentimre [الإنجليزية]‏ باتفاقية توأمة.
- ترتبط Charlottenburg borough  [لغات أخرى]‏ مع Belváros-Lipótváros [الإنجليزية]‏ باتفاقية توأمة.
- ترتبط Neckartenzlingen [الإنجليزية]‏ مع Komló [الإنجليزية]‏ باتفاقية توأمة.
- ترتبط بوتروب مع فيسبرم باتفاقية توأمة منذ 1967.
- ترتبط دوناوشينغن مع فاك باتفاقية توأمة.
- ترتبط بيتيغهايم-بيسينغن مع سكسارد باتفاقية توأمة.
- ترتبط Steglitz-Zehlendorf [الإنجليزية]‏ مع Szilvásvárad [الإنجليزية]‏ باتفاقية توأمة منذ 1988.[30][30][30][30]
- ترتبط غيرلينغن مع تاتا باتفاقية توأمة.
- ترتبط كوزل مع زالاجيرسيج باتفاقية توأمة.
- ترتبط Bad Schönborn [الإنجليزية]‏ مع Kiskunmajsa [الإنجليزية]‏ باتفاقية توأمة.
- ترتبط Heimenkirch [الإنجليزية]‏ مع Balassagyarmat [الإنجليزية]‏ باتفاقية توأمة.
- ترتبط إبينغن مع سيكتوار باتفاقية توأمة.
- ترتبط Altomünster [الإنجليزية]‏ مع Nagyvenyim [الإنجليزية]‏ باتفاقية توأمة.
- ترتبط ديتزينجين مع جيولا ، المجر باتفاقية توأمة.[31]
- ترتبط موسباخ مع Pesthidegkút  [لغات أخرى]‏ باتفاقية توأمة.
- ترتبط شتاتهاغن مع Tapolca [الإنجليزية]‏ باتفاقية توأمة.
- ترتبط Altshausen [الإنجليزية]‏ مع Bicske [الإنجليزية]‏ باتفاقية توأمة.
- ترتبط آيسلينغن مع Villány [الإنجليزية]‏ باتفاقية توأمة.
- ترتبط غروسنهاين مع كيكسكيميت باتفاقية توأمة.
- ترتبط ماركتلويتن مع Herend [الإنجليزية]‏ باتفاقية توأمة.
- ترتبط أونا (ألمانيا) مع آيكا باتفاقية توأمة.
- ترتبط فلباخ مع بيتش باتفاقية توأمة.
- ترتبط متزنجن مع Nagykálló [الإنجليزية]‏ باتفاقية توأمة.
- ترتبط Dielheim [الإنجليزية]‏ مع Lengyeltóti [الإنجليزية]‏ باتفاقية توأمة.
- ترتبط رادن مع Galgahévíz [الإنجليزية]‏ باتفاقية توأمة.
- ترتبط Leinefelde  [لغات أخرى]‏ مع Pápa [الإنجليزية]‏ باتفاقية توأمة.
- ترتبط أشافنبورغ مع ميشكولتس باتفاقية توأمة منذ 1975.
- ترتبط كونيغزيه مع ناجيكانيزسا باتفاقية توأمة.
- ترتبط لاندسبرغ إم لش مع Siófok [الإنجليزية]‏ باتفاقية توأمة.
- ترتبط باد أوراخ مع Enying [الإنجليزية]‏ باتفاقية توأمة.
- ترتبط Nebelschütz [الإنجليزية]‏ مع Ladánybene [الإنجليزية]‏ باتفاقية توأمة.
- ترتبط هيلدبورغهاوزن مع كيشفاردا باتفاقية توأمة.
- ترتبط بيزيغهايم مع Bátaszék [الإنجليزية]‏ باتفاقية توأمة.
- ترتبط Waldheim, Saxony [الإنجليزية]‏ مع Siófok [الإنجليزية]‏ باتفاقية توأمة.
- ترتبط غريفنبرغ مع Tiszaföldvár [الإنجليزية]‏ باتفاقية توأمة.
- ترتبط سينسينغ مع Csorna [الإنجليزية]‏ باتفاقية توأمة.
- ترتبط شبايشينغن مع Mezőberény [الإنجليزية]‏ باتفاقية توأمة.
- ترتبط روديشيم أم راين مع ميزوكوفشد باتفاقية توأمة.
- ترتبط ترويشتلينغن مع Bonyhád [الإنجليزية]‏ باتفاقية توأمة.
- ترتبط شفتسينغن مع Pápa [الإنجليزية]‏ باتفاقية توأمة.
- ترتبط برين أم كيمزيه مع كيشفاردا باتفاقية توأمة.
- ترتبط فرناو مع Bonyhád [الإنجليزية]‏ باتفاقية توأمة.
- ترتبط غريسهايم مع Gyönk [الإنجليزية]‏ باتفاقية توأمة.
- ترتبط إيهنغن مع ازترغوم باتفاقية توأمة.
- ترتبط براونفلز مع Kiskunfélegyháza [الإنجليزية]‏ باتفاقية توأمة.
- ترتبط فاغهويزل مع Szigetújfalu [الإنجليزية]‏ باتفاقية توأمة.
- ترتبط باساو مع فيسبرم باتفاقية توأمة منذ 8 أبريل 1984.
- ترتبط Alfdorf [الإنجليزية]‏ مع Hosszúhetény [الإنجليزية]‏ باتفاقية توأمة.
- ترتبط شورتنز مع Nagybajom [الإنجليزية]‏ باتفاقية توأمة.
- ترتبط زوست مع Sárospatak [الإنجليزية]‏ باتفاقية توأمة.
- ترتبط كمبتن مع شوبرون باتفاقية توأمة منذ 1972.
- ترتبط بورغشتيت مع Pári [الإنجليزية]‏ باتفاقية توأمة.
- ترتبط Gaienhofen [الإنجليزية]‏ مع Balatonföldvár [الإنجليزية]‏ باتفاقية توأمة.
- ترتبط تروختلفينغن مع Máriahalom [الإنجليزية]‏ باتفاقية توأمة.
- ترتبط Bretzfeld [الإنجليزية]‏ مع بوداورس باتفاقية توأمة.
- ترتبط Wesendorf [الإنجليزية]‏ مع Páka [الإنجليزية]‏ باتفاقية توأمة.
- ترتبط Bockhorn, Lower Saxony [الإنجليزية]‏ مع Vértessomló [الإنجليزية]‏ باتفاقية توأمة.
- ترتبط لايزنيغ مع Halásztelek [الإنجليزية]‏ باتفاقية توأمة.
- ترتبط فيلكاو-هاسلاو مع Gyönk [الإنجليزية]‏ باتفاقية توأمة.
- ترتبط كولسهايم مع Pécsvárad [الإنجليزية]‏ باتفاقية توأمة.
- ترتبط Bietigheim (Baden) [الإنجليزية]‏ مع Kaposszekcső [الإنجليزية]‏ باتفاقية توأمة.
- ترتبط فشتا مع Jászberény [الإنجليزية]‏ باتفاقية توأمة.
- ترتبط Calden [الإنجليزية]‏ مع Ráckeve [الإنجليزية]‏ باتفاقية توأمة.
- ترتبط فيتنبرغ مع بيكيسكسابا باتفاقية توأمة منذ 1988.
- ترتبط نوينهاوس مع Gyermely [الإنجليزية]‏ باتفاقية توأمة.
- ترتبط Dobel [الإنجليزية]‏ مع Tótvázsony [الإنجليزية]‏ باتفاقية توأمة.
- ترتبط فالترزهاوزن مع 16th district of Budapest [الإنجليزية]‏ باتفاقية توأمة.
- ترتبط Bodelshausen [الإنجليزية]‏ مع Soltvadkert [الإنجليزية]‏ باتفاقية توأمة.
- ترتبط زانكت آوغستين مع Szentes [الإنجليزية]‏ باتفاقية توأمة.
- ترتبط آلن مع تاتابانيا باتفاقية توأمة منذ 3 يونيو 1979.[32]
- ترتبط هيربشتاين مع Hévíz Spa [الإنجليزية]‏ باتفاقية توأمة.
- ترتبط أوبركوخن مع Mátészalka [الإنجليزية]‏ باتفاقية توأمة.
- ترتبط Wehrheim [الإنجليزية]‏ مع Pilisvörösvár [الإنجليزية]‏ باتفاقية توأمة.
- ترتبط أوستريش-فينكل مع Tokaj [الإنجليزية]‏ باتفاقية توأمة.
- ترتبط Weida, Thuringia [الإنجليزية]‏ مع Mezőtúr [الإنجليزية]‏ باتفاقية توأمة منذ 20 أكتوبر 1990.
- ترتبط بونيغهايم مع Balatonboglár [الإنجليزية]‏ باتفاقية توأمة.
- ترتبط بلاوين مع سغليد باتفاقية توأمة.
- ترتبط إنغن مع Pannonhalma [الإنجليزية]‏ باتفاقية توأمة.
- ترتبط Löbau [الإنجليزية]‏ مع Makó [الإنجليزية]‏ باتفاقية توأمة.
- ترتبط شنيهبرغ مع Veresegyház [الإنجليزية]‏ باتفاقية توأمة.
- ترتبط إغنفلدن مع بالاتونالمادي [الإنجليزية]‏ باتفاقية توأمة.
- ترتبط ماينتال مع ازترغوم باتفاقية توأمة.
- ترتبط شتاينهايم مع Szigetszentmiklós [الإنجليزية]‏ باتفاقية توأمة.
- ترتبط زيندلفينغن مع جيور باتفاقية توأمة منذ 29 أكتوبر 2001.
- ترتبط باد كوتستينغ مع كوسيغ باتفاقية توأمة.
- ترتبط شتاتلنغزفلد مع Kiskőrös [الإنجليزية]‏ باتفاقية توأمة.
- ترتبط إنغولشتات مع جيور باتفاقية توأمة منذ 7 مايو 1963.
- ترتبط Deggenhausertal [الإنجليزية]‏ مع Császártöltés [الإنجليزية]‏ باتفاقية توأمة.
- ترتبط Wiesentheid [الإنجليزية]‏ مع Lőrinci [الإنجليزية]‏ باتفاقية توأمة.
- ترتبط فايهينغن مع كوسيغ باتفاقية توأمة.
- ترتبط دارمشتات مع Gyönk [الإنجليزية]‏ باتفاقية توأمة منذ 1958.[33][33][33][33]
- ترتبط Isernhagen [الإنجليزية]‏ مع Tamási [الإنجليزية]‏ باتفاقية توأمة منذ 1982.[34][34][34][34]
- ترتبط فرايبرغ آم نيكار مع Újhartyán [الإنجليزية]‏ باتفاقية توأمة.
- ترتبط Treptow-Köpenick [الإنجليزية]‏ مع فيسبرم باتفاقية توأمة.
- ترتبط Waldems [الإنجليزية]‏ مع Szikszó [الإنجليزية]‏ باتفاقية توأمة.
- ترتبط Teterow [الإنجليزية]‏ مع Kunszentmárton [الإنجليزية]‏ باتفاقية توأمة.
- ترتبط بلومبرغ مع Kunszentmiklós [الإنجليزية]‏ باتفاقية توأمة.
- ترتبط بلوشينغن مع Oroszlány [الإنجليزية]‏ باتفاقية توأمة.
- ترتبط باد دورنبرغ مع Encs [الإنجليزية]‏ باتفاقية توأمة.
- ترتبط مونزينغن مع Mezőberény [الإنجليزية]‏ باتفاقية توأمة.
- ترتبط شارلوتنبورج فيلمسدورف مع Belváros-Lipótváros [الإنجليزية]‏ باتفاقية توأمة منذ 1961.
- ترتبط باد زوبرنهايم مع Edelény [الإنجليزية]‏ باتفاقية توأمة.
- ترتبط Dettenhausen [الإنجليزية]‏ مع Tab, Hungary [الإنجليزية]‏ باتفاقية توأمة.
- ترتبط هشينغن مع هدمزوفازارهلي باتفاقية توأمة.
- ترتبط منطقة إنتس مع مقاطعة ديور-موشون-سوبرون باتفاقية توأمة.
- ترتبط Karlsdorf-Neuthard [الإنجليزية]‏ مع Nyergesújfalu [الإنجليزية]‏ باتفاقية توأمة.
- ترتبط لايبهايم مع Fonyód [الإنجليزية]‏ باتفاقية توأمة.
- ترتبط غليندة مع كابوشفار باتفاقية توأمة.
- ترتبط فايبلينغن مع باجا (المجر) باتفاقية توأمة منذ 1962.[35][36]
- ترتبط Billigheim [الإنجليزية]‏ مع Óbuda [الإنجليزية]‏ باتفاقية توأمة.
- ترتبط لودفيغسهافن مع Tiszaújváros [الإنجليزية]‏ باتفاقية توأمة منذ 1971.
- ترتبط Puchheim [الإنجليزية]‏ مع ناجيكانيزسا باتفاقية توأمة.
- ترتبط Modautal [الإنجليزية]‏ مع Szőlősgyörök [الإنجليزية]‏ باتفاقية توأمة.
- ترتبط بنسهايم مع موهاج باتفاقية توأمة.
- ترتبط شتوتنزيه مع Tolna, Hungary [الإنجليزية]‏ باتفاقية توأمة.
- ترتبط إسلينغن آم نيكار مع ايغر باتفاقية توأمة منذ 1996.
- ترتبط سينسهايم مع Barcs [الإنجليزية]‏ باتفاقية توأمة.
- ترتبط شتاينهايم مع Sárvár [الإنجليزية]‏ باتفاقية توأمة.
- ترتبط Chamerau [الإنجليزية]‏ مع Mórahalom [الإنجليزية]‏ باتفاقية توأمة.
- ترتبط مونرشتات مع موشونمادياروفار [الإنجليزية]‏ باتفاقية توأمة.
- ترتبط Gieboldehausen [الإنجليزية]‏ مع جاردوني باتفاقية توأمة.
- ترتبط فورتسن مع Tamási [الإنجليزية]‏ باتفاقية توأمة.
- ترتبط Geisenheim [الإنجليزية]‏ مع Szerencs [الإنجليزية]‏ باتفاقية توأمة.
- ترتبط موكمول مع Piliscsaba [الإنجليزية]‏ باتفاقية توأمة منذ 2004.
- ترتبط لانغناو مع Somberek [الإنجليزية]‏ باتفاقية توأمة.
- ترتبط بوبارد مع كيزتيلي باتفاقية توأمة منذ 25 مايو 1986.[37][38][39][40]
- ترتبط غروناو مع Mezőberény [الإنجليزية]‏ باتفاقية توأمة.
- ترتبط فرانكفورت مع بودابست باتفاقية توأمة منذ 14 يناير 1991.[41][41][41][41]
- ترتبط Marzahn-Hellersdorf [الإنجليزية]‏ مع Újpest [الإنجليزية]‏ باتفاقية توأمة.
- ترتبط باينفورت [الإنجليزية]‏ مع Martonvásár [الإنجليزية]‏ باتفاقية توأمة.
- ترتبط إزرلون مع نيرغهازا باتفاقية توأمة منذ 1989.
- ترتبط نورتينغن مع Soroksár [الإنجليزية]‏ باتفاقية توأمة.
- ترتبط باكنانغ مع Bácsalmás [الإنجليزية]‏ باتفاقية توأمة.
- ترتبط أوفنباخ أم ماين مع كوسيغ باتفاقية توأمة منذ 1978.
- ترتبط زوسن مع توروكبالينت [الإنجليزية]‏ باتفاقية توأمة.
- ترتبط شفايبيش غموند مع سيكشفهيرفار باتفاقية توأمة منذ 18 مارس 2001.[42][43][44][45]
- ترتبط كيرشنهآيم مع Páty [الإنجليزية]‏ باتفاقية توأمة منذ 26 سبتمبر 1998.
- ترتبط بامبرغ مع ازترغوم باتفاقية توأمة منذ 1973.
- ترتبط Worbis  [لغات أخرى]‏ مع Mezőcsát [الإنجليزية]‏ باتفاقية توأمة.
- ترتبط Willanzheim [الإنجليزية]‏ مع Zánka [الإنجليزية]‏ باتفاقية توأمة.
- ترتبط مولدورف مع سغليد باتفاقية توأمة.
- ترتبط نيشتيتال مع Sarkad, Hungary [الإنجليزية]‏ باتفاقية توأمة.

## منظمات دولية مشتركة
يشترك البلدان في عضوية مجموعة من المنظمات الدولية، منها:
| علم المنظمة | اسم المنظمة                               | تاريخ انضمام ألمانيا | تاريخ انضمام المجر |
| ----------- | ----------------------------------------- | -------------------- | ------------------ |
|             | مؤسسة التمويل الدولية                     | 20 يوليو 1956        | 29 أبريل 1985      |
|             | يونسكو                                    | 11 يوليو 1951        | 14 سبتمبر 1948     |
|             | مجموعة أستراليا                           | 1985                 | 1993               |
|             | مركز تنسيق الحركة في أوروبا ‏              | ?                    | ?                  |
|             | مجموعة الموردين النوويين                  | ?                    | ?                  |
|             | الوكالة الدولية للطاقة                    | ?                    | ?                  |
|             | مؤسسة التنمية الدولية                     | 24 سبتمبر 1960       | 29 أبريل 1985      |
|             | منظمة التعاون الاقتصادي والتنمية          | 27 سبتمبر 1961       | 7 مايو 1996        |
|             | المركز الدولي لتسوية المنازعات الاستشارية | 18 مايو 1969         | 6 مارس 1987        |
|             | وكالة ضمان الاستثمار متعدد الأطراف        | 12 أبريل 1988        | 21 أبريل 1988      |
|             | منظمة حظر الأسلحة الكيميائية              | 29 أبريل 1997        | ?                  |
|             | المنظمة الأوروبية لسلامة الملاحة الجوية   | 1960                 | 1992               |
|             | الاتحاد الدولي للاتصالات                  | 1866                 | 1866               |
|             | الأمم المتحدة                             | 18 سبتمبر 1973       | 14 ديسمبر 1955     |
|             | منظمة الشرطة الجنائية الدولية             | ?                    | ?                  |
|             | البنك الدولي للإنشاء والتعمير             | 14 أغسطس 1952        | 7 يوليو 1982       |
|             | منظمة الأمن والتعاون في أوروبا            | 25 يونيو 1973        | 25 يونيو 1973      |
|             | الاتحاد البريدي العالمي                   | 1 يوليو 1875         | ?                  |
|             | حلف شمال الأطلسي                          | 9 مايو 1955          | 12 مارس 1999       |
|             | منظمة التجارة العالمية                    | ?                    | 1995               |
|             | الفريق المعني برصد الأرض                  | ?                    | ?                  |
|             | نظام تحكم تكنولوجيا القذائف               | 1987                 | 1993               |
|             | مجلس أوروبا                               | 13 يوليو 1950        | 6 نوفمبر 1990      |
|             | الاتحاد الأوروبي                          | 25 مارس 1957         | 1 مايو 2004        |
|             | اتفاقية السماوات المفتوحة                 | ?                    | ?                  |

## أعلام
هذه قائمة لبعض الشخصيات التي تربطها علاقات بالبلدين:
- آلبرخت دورر (21 مايو 1471[76][77][78] – 6 أبريل 1528[76][77][78])
- أجناتس سيملفيس (1 يوليو 1818[79][80][81] – 13 أغسطس 1865[79][81][82])
- بال شميت (13 مايو 1942 – )
- بيلا بارتوك (25 مارس 1881[83][84][85] – 26 سبتمبر 1945[83][84][85])
- ريشارد سيغموندي (كيميائي نمساوي، 1 أبريل 1865[86][87][88] – 23 سبتمبر 1929[86][87][88])
- ساندور ماراي (كاتب مجري، 11 أبريل 1900[89][90][91] – 21 فبراير 1989[89][91][92])
- فرانز ليست (موسيقار مجري - نمساوي، 22 أكتوبر 1811[93][94][95] – 31 يوليو 1886[93][94][95])
- فيرينتس بوشكاش (لاعب ومدرب كرة قدم مجري، 2 أبريل 1927[96][97][98] – 17 نوفمبر 2006[96][98][99])
- فيرينك مادل (سياسي مجري، 29 يناير 1931[100] – 29 مايو 2011[100])
- فيليب أنتون لينارد (فيزيائي ألماني، 7 يونيو 1862[101][102][103] – 20 مايو 1947[101][102][103])
- كيفن كوراني (لاعب كرة قدم برازيلي، 2 مارس 1982[104] – )
- لويوش كوشوت (سياسي مجري، 19 سبتمبر 1802[105] – 20 مارس 1894[105][106][107])
- لينا ماير-لاندروت (23 مايو 1991[108][109][110] – )
- يانوش كادار (سياسي مجري، 26 مايو 1912[111][112][113] – 6 يوليو 1989[111][112][113])
- يوهان نيبوموك هامل (14 نوفمبر 1778[114][115] – 17 أكتوبر 1837[116][117][118])

## وصلات خارجية
- موقع وزارة الخارجية الألمانية
- موقع وزارة الخارجية المجرية